# Jongok Meluem (Kebayakan)
Jongok Meluem is een bestuurslaag in het regentschap Aceh Tengah van de provincie Atjeh, Indonesië. Jongok Meluem telt 769 inwoners (volkstelling 2010).